# Paris-Roubaix 1995
La 93e édition de la course cycliste Paris-Roubaix a eu lieu le 9 avril 1995 et a été remportée par l'Italien Franco Ballerini. L'épreuve comptait 266,5 kilomètres et le vainqueur la termina en 6 h 27 min 08 s en solitaire.

## Classement
| #  | Coureur            | Équipe                            |    | Temps           |
| -- | ------------------ | --------------------------------- | -- | --------------- |
| 1  | Franco Ballerini   | Mapei-GB                          | en | 6 h 27 min 08 s |
| 2  | Andreï Tchmil      | Lotto-Isoglass                    | +  | 1 min 56 s      |
| 3  | Johan Museeuw      | Mapei-GB                          |    | 1 min 56 s      |
| 4  | Viatcheslav Ekimov | Novell Software-Decca             |    | 1 min 56 s      |
| 5  | Johan Capiot       | Refin-Mobilvetta                  |    | 1 min 56 s      |
| 6  | Eric Vanderaerden  | Brescialat                        |    | 2 min 00 s      |
| 7  | Fabio Baldato      | MG Maglificio-Technogym           |    | 2 min 00 s      |
| 8  | Frédéric Moncassin | Novell Software-Decca             |    | 2 min 00 s      |
| 9  | Rolf Aldag         | Team Deutsche Telekom-Merckx-Audi |    | 2 min 00 s      |
| 10 | Gianluca Bortolami | Mapei-GB                          |    | 2 min 00 s      |